# Марко Михојевић
Марко Михојевић (Требиње, 21. април 1996) српски и босанскохерцеговачки је фудбалер.
Игра на позицији одбрамбеног играча, тренутно наступа за Ерцгебирге Ауе у Другој Бундеслиги Немачке, на позајмици из грчког ПАОК-а. Члан је репрезентације Босне и Херцеговине.
Михојевић је професионалну каријеру започео у Леотару из Требиња, пре него што се придружио Сарајеву 2014. године. Четири године касније прешао је у ПАОК, који га је касније те године позајмио у ОФИ са Крита и затим 2019. године у Ерцгебирге Ауе.
Играо је за омладинску репрезентацију Босне и Херцеговине, а 2018. године је дебитовао за сениорски тим.

## Спортска каријера

### Клуб
Михојевић је поникао у млађим категоријама фудбалског клуба Леотар из Требиња. За први тим је дебитовао против ГОШК-а из Габеле 6. октобра 2012. године, када је имао свега 16 година. У фебруару 2014. потписао је уговор са Сарајевом. Дана 19. октобра 2016. постигао је свој први професионални гол против Козаре из Градишке. У дресу Сарајева је освојио Премијер лигу Босне и Херцеговине у сезони 2014/15. Од јуна 2017. постао је капитен клуба.
Дана 31. јануара 2018. Михојевић је потписао уговор за грчки клуб ПАОК из Солуна. Дебитовао је за тим више од три месеца касније против Платанијаса. Михојевић је 12. маја освојио први трофеј са клубом, победом против атинског АЕК-а у финалу Купа Грчке. У августу 2018. Михојевић је послат једну сезону на позајмицу у грчког прволигаша ОФИ са Крита. Одиграо је укупно 22 првенствене утакмице у клубу.
У јулу 2019. године, позајмљен је немачком тиму Ерцгебирге Ауе који наступа у Другој Бундеслиги Немачке, а позајмица траје до краја сезоне. Први гол је постигао 18. октобра 2019. године у победи резултатом 4:3 против Нирнберга.

### Репрезентација
Наступао је за репрезентацију Босне и Херцеговине у свим млађим категоријама.
У јануару 2018. први пут је добио позив селектора Роберта Просинечког у сениорски састав Босне и Херцеговине, за пријатељске утакмице против Сједињених Америчких Држава и Мексика. Михојевић је 28. јануара дебитовао против САД у утакмици која се завршила без голова. Одиграо је три утакмице у дресу репрезентације.

## Статистика каријере

### Клуб
Ажурирано 11. новембра 2019.
| Клуб                  | Сезона            | Лига                              | Лига | Лига | Куп | Куп | Европа | Европа | Укупно | Укупно |
| Клуб                  | Сезона            | Првенство                         | Ута  | Гол  | Ута | Гол | Ута    | Гол    | Ута    | Гол    |
| --------------------- | ----------------- | --------------------------------- | ---- | ---- | --- | --- | ------ | ------ | ------ | ------ |
| Леотар Требиње        | 2012/13.          | Премијер лига Босне и Херцеговине | 10   | 0    | 0   | 0   | –      | –      | 10     | 0      |
| Леотар Требиње        | 2013/14.          | Премијер лига Босне и Херцеговине | 15   | 0    | 1   | 0   | –      | –      | 16     | 0      |
| Леотар Требиње        | Укупно            | Укупно                            | 25   | 0    | 1   | 0   | –      | –      | 26     | 0      |
| Сарајево              | 2014/15.          | Премијер лига Босне и Херцеговине | 5    | 0    | 1   | 0   | 0      | 0      | 6      | 0      |
| Сарајево              | 2015/16.          | Премијер лига Босне и Херцеговине | 15   | 0    | 2   | 0   | 0      | 0      | 17     | 0      |
| Сарајево              | 2016/17.          | Премијер лига Босне и Херцеговине | 22   | 0    | 7   | 1   | –      | –      | 29     | 1      |
| Сарајево              | 2017/18.          | Премијер лига Босне и Херцеговине | 11   | 2    | 1   | 0   | 2      | 1      | 14     | 3      |
| Сарајево              | Укупно            | Укупно                            | 53   | 2    | 11  | 1   | 2      | 1      | 66     | 4      |
| ПАОК                  | 2017/18.          | Суперлига Грчке                   | 1    | 0    | 0   | 0   | –      | –      | 1      | 0      |
| ОФИ Крит (поз.)       | 2018/19.          | Суперлига Грчке                   | 22   | 0    | 5   | 0   | –      | –      | 27     | 0      |
| Ерцгебирге Ауе (поз.) | 2019/20.          | Друга Бундеслига Немачке          | 13   | 1    | 2   | 0   | –      | –      | 15     | 1      |
| Укупно у каријери     | Укупно у каријери | Укупно у каријери                 | 114  | 3    | 19  | 1   | 2      | 1      | 135    | 5      |

### Репрезентација
Ажурирано 18. новембра 2019.
| Тим                 | Год    | Ута | Гол |
| ------------------- | ------ | --- | --- |
| Босна и Херцеговина |        |     |     |
| 2018                | 1      | 0   |     |
| 2019                | 2      | 0   |     |
| Укупно              | Укупно | 3   | 0   |

## Трофеји
Сарајево
- Премијер лига Босне и Херцеговине: 2014/15.

ПАОК
- Куп Грчке: 2017/18.